# Jesu Kristi Kyrka av Sista Dagars Heliga
Jesu Kristi Kyrka av Sista Dagars Heliga (engelska: The Church of Jesus Christ of Latter-day Saints, ofta bara LDS), i dagligt tal även kallad Mormonkyrkan, är det officiella namnet på det största samfundet inom Sista dagars heliga-rörelsen. Kyrkans medlemmar kallas ibland av utomstående för mormoner vilket medlemmar i kyrkan avråds från att använda. I stället vill de kallas medlemmar i Jesu Kristi Kyrka, eller medlemmar i Jesu Kristi Kyrka av Sista Dagars Heliga.
Kyrkan har sitt huvudsäte i Salt Lake City, Utah. Internationellt uppgick kyrkans medlemsantal 2022 till över 17 miljoner personer, enligt samfundets egna uppgifter. Kyrkan i Sverige har enligt egen uppgift år 2021 cirka 9 500 medlemmar i 40 församlingar och 4 stavar. Kyrkans första tempel i Norden invigdes 1985 i Västerhaninge i Haninge kommun, 25 km söder om centrala Stockholm. Kyrkan har ett hundratal oavlönade missionärer från ett flertal länder som verkar i Sverige. Svenska missionärer sänds regelbundet att verka i andra länder och ibland i Sverige. Kyrkan har också hand om en välfärdsverksamhet och hjälper människor i katastrofdrabbade länder med livsmedel, medicin och andra förnödenheter.
Den lära som kyrkan undervisar lägger stor tonvikt på familjelivet. Kroppen anses också vara en helig gåva från Gud, vilket innebär att medlemmarna avhåller sig från droger, tobak, alkohol och annat motsvarande (se Visdomsordet). Andra tongivande och viktiga trosuppfattningar som kyrkan innehar finns listade i något som kallas för Trosartiklarna som skrevs av grundaren Joseph Smith som av rörelsen betraktas som en profet.

## Historia

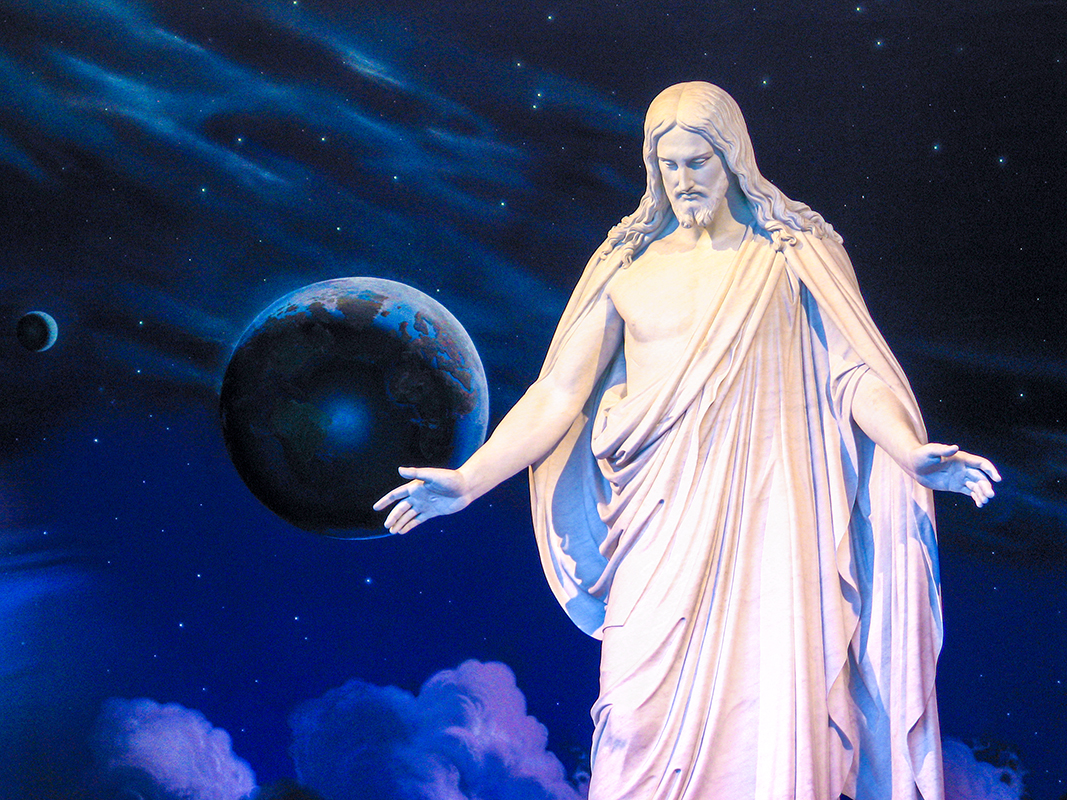
Sista dagars heliga tror på den uppståndne Kristus, såsom Thorvaldsens staty av Kristus visar vid Tempelplatsen i Salt Lake City.

För mer detaljer om kyrkans grundande, se Kristi Kyrka (Sista Dagars Heliga-rörelsen).

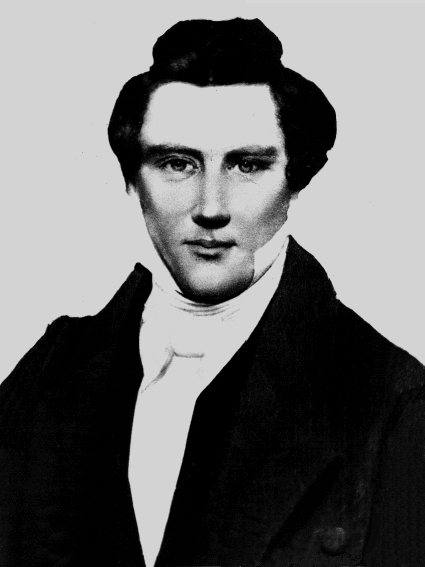
Joseph Smith, fotograferad 1843.

Jesu Kristi Kyrka av Sista Dagars Heliga är sedan 1838 det officiella namnet på den Kristi kyrka som grundades av Joseph Smith den 6 april 1830, efter att han publicerat Mormons bok, som han, enligt egen utsago översatte från ett antal guldplåtar som han menade sig ha erhållit av ängeln Moroni. Dessa var skrivna på vad Smith kallade "reformerad egyptiska" och han sade sig också ha fått två stenar av Moroni som hjälpte honom att förstå tecknen på plåtarna. Dessa plåtar skall sedan ha återtagits av Moroni och allt som återstår av dem för eftervärlden är Smiths engelska översättning. Stenarna däremot tros ha återfunnits i de samlingar som mormonkyrkan förfogar över och finns idag till beskådan även på Internet.
Smiths nya rörelse mötte hårt motstånd och senare samma år (1830) såg Smith i en syn "staden Sion", nära Independence i Missouri dit han i oktober skickade sin vän Oliver Cowdery och några andra på missionsuppdrag för att undersöka möjligheterna för en religiös fristad i Västra USA. År 1831 beslutade Smith att tillfälligt flytta kyrkan till Kirtland, Ohio till dess att det utsedda området i Missouri kunde koloniseras. Den 27 mars 1836 invigdes ett tempel i Kirtland. Kyrkans huvudkvarter låg kvar i Kirtland fram till den 14 mars 1838 då Smith slog sig ned i Far West, Missouri.
I Missouri mötte Smiths rörelse dock militärt och politiskt motstånd från andra nybyggare och man tvingades flytta sitt högkvarter till ett stycke land i Illinois som Smith via politiska kontakter fått sig tilldelat. Där började man våren 1839 bygga upp ett litet samhälle som fick namnet Nauvoo. Denna stad byggdes vid Mississippifloden och Joseph Smith utsåg sig till dess borgmästare och general. Den 6 april 1841 lades grundstenen till templet i Nauvoo.
Joseph kom samma år att få uppenbarelser om månggifte och införde möjligheten för män att gifta sig med flera kvinnor. Detta utövades av flertalet av ledarna för kyrkan - inte minst Smith själv som även ingick äktenskap med redan gifta kvinnor i rörelsen. Detta ledde till en svår strid inom kyrkan där flertalet medlemmar inte ville erkänna legitimiteten i dessa uppenbarelser vilka hade resulterat i att ledaren hade närmare 40-talet hustrur. Konflikten eskalerade efter att Smith och Nauvoo stadsfullmäktige beordrade att lokalerna för en tidning skulle förstöras som skapats för att ha publicerat kritiska artiklar om honom. Stridigheterna växte sig så stora att delstaten fruktade en väpnad kamp och beslöt på dessa grunder att häkta Smith. År 1844 hamnade han därför i häktet i Carthage tillsammans med sin bror Hyrum och ett par andra ur ledarskapet. Den 27 juni dödades emellertid bröderna innan rättegång hade hunnit äga rum av en uppretad antimormonsk mobb som lyckades ta sig fram till häktet.
Efter Smiths död försökte ett flertal personer efterträda honom som kyrkans ledare och en successionsstrid utbröt som ledde till att kyrkan splittrades i två grenar. Den största grenen hävdade att Joseph Smith överlämnat "rikets nycklar" till de tolv apostlarnas kvorum före sin död och då Brigham Young var president för detta kvorum följde den större delen av medlemmarna honom. Det nya centret för kyrkan kom dock att byggas upp i Salt Lake City, Utah, dit Brigham Young såg sig tvungen att utvandra efter oroligheterna som uppstått. Templet i Kirtland kom att tillfalla den gren som följde Joseph Smiths bror och som kallade sig "Reorganized Church of Jesus Christ of Latter Day Saints" (RLDS) fram till 2001 då de bytte namn till Community of Christ.

### Nordisk historia
Den 26 juli 1850 kom den förste missionären, John E. Forsgren, till Sverige. Forsgren, som var född i Gävle, var såvitt är känt, den förste skandinav som omvändes till kyrkan. Enligt uppgift bildades också en liten församling i Gävle på 1850-talet. Forsgren upplevde sig dock svårt motarbetad av myndigheterna och såg sig senare tvungen att lämna landet.
Mormons bok översattes från engelskan till danska för första gången 1851 och till svenska 1878.
Kända svenska medlemmar i denna kyrka är bröderna Herrey.

## Lära

### Jesu Kristi evangelium

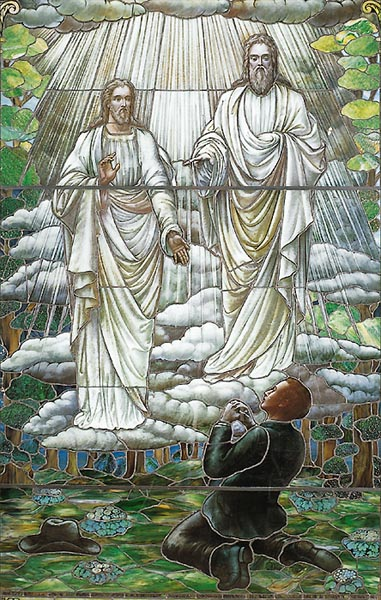
Glasmålning som visar Joseph Smiths första syn, utförd 1913 av okänd konstnär (Museum of Church History and Art).

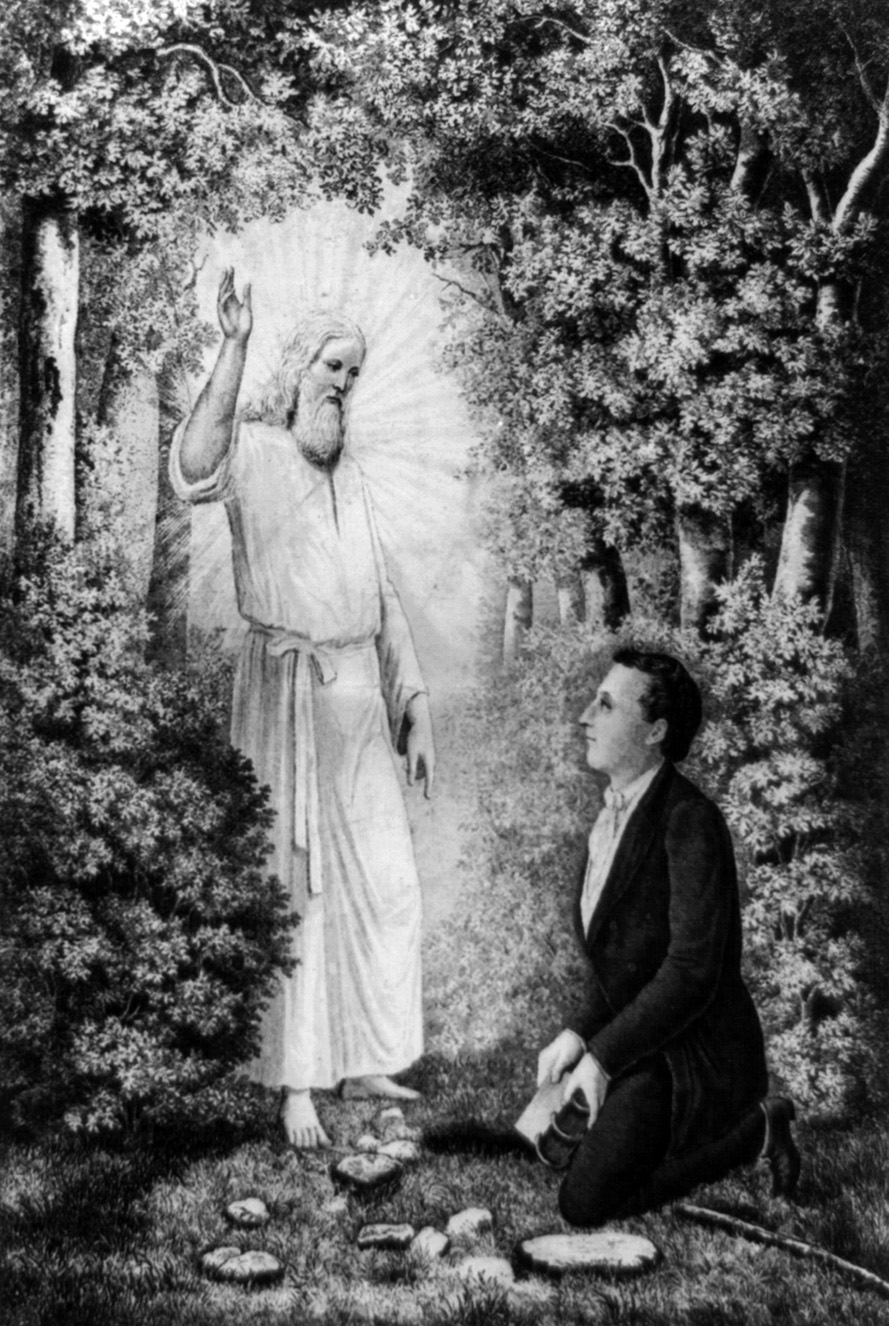
Ängeln Moroni ger Joseph Smith plåtarna till Mormons bok.

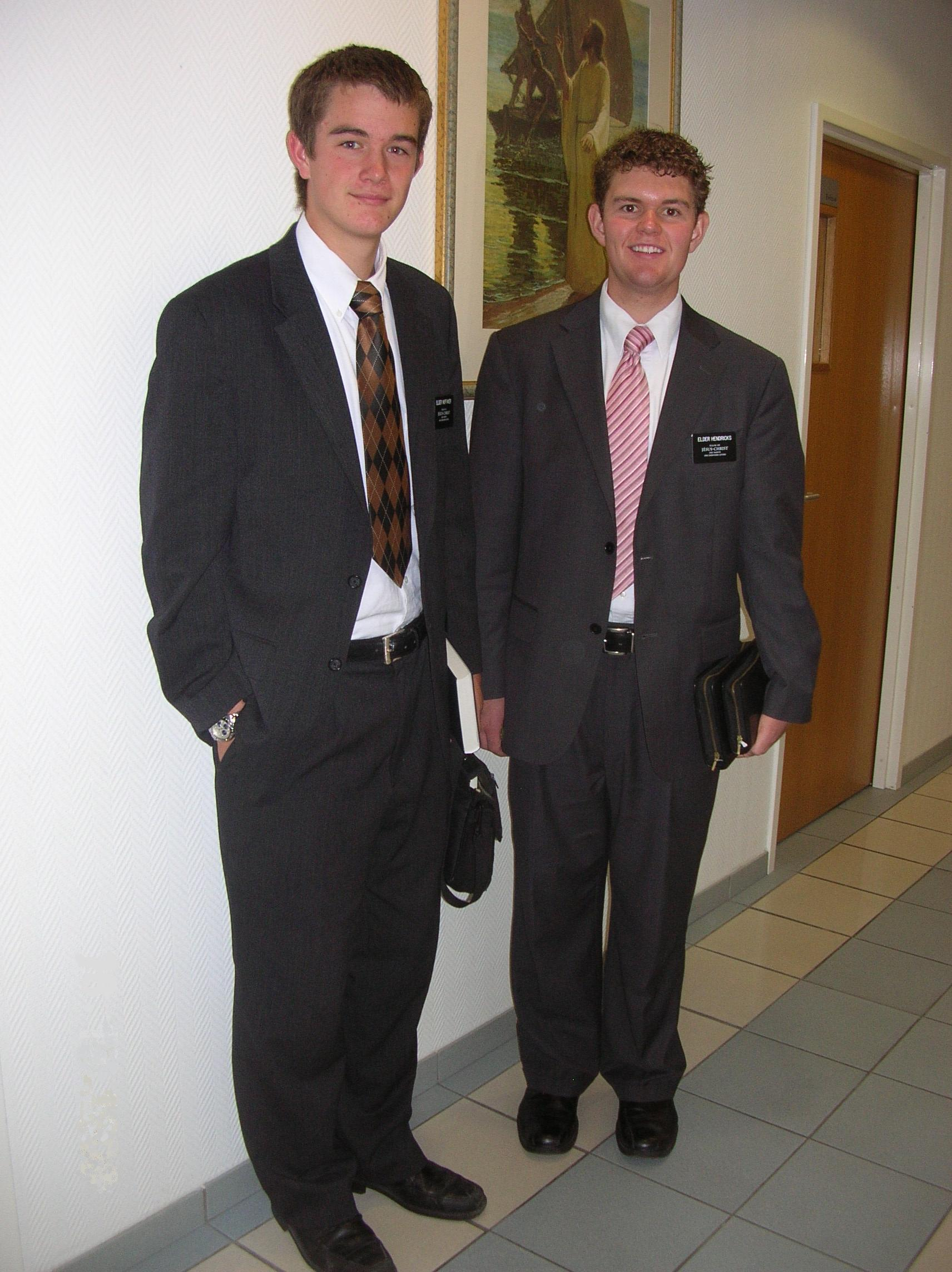
Alla medlemmar mellan 18 och 25 år som anses lämpade uppmuntras att bli missionärer.

Kyrkan menar att Kristi nytestamentliga kyrka försvann från jorden efter de ursprungliga apostlarnas död och att Jesu Kristi Kyrka av Sista Dagars Heliga är Kristi sanna kyrka som återställts med hjälp av himmelska budbärare. Man tror på att Johannes döparen uppenbarade sig för Joseph Smith och "återställde myndigheten att döpa genom nedsänkning till syndernas förlåtelse" och att apostlarna Petrus, Jakob och Johannes "återställde apostlaskapet och nycklar till prästadömsmyndighet”.
Jesu Kristi kyrka tror på Gud, den evige Fadern, på hans son Jesus Kristus och på den Helige Ande som tre fysiskt skilda personer i en gudom, förenade i egenskaper, makt och avsikt. De ser alltså inte den Nicaenska trosbekännelsen som gudomligt inspirerad, vilken förklarar det som vanligtvis benämns treenigheten och är något som hålls vid i nästan samtliga kristna trossamfund världen över. De tror också att alla människor har levt med Gud som andebarn innan de föddes till jorden. Kyrkan lär att människan är barn till Gud och att Jesus Kristus har tagit på sig var och ens överträdelser, motgångar och otillräcklighet. Kyrkan lär att den som tror på Kristus och omvänder sig skall få leva i Guds närhet och fortleva som familjer. Kyrkan betonar att både människans fria vilja och Kristi nåd är nödvändiga för att övervinna människans natur (köttsligheten) vilken står i konflikt med Gud (andligheten). Kyrkan lär att frälsning kommer genom Kristi försoning och genom lydnad till evangeliets lagar och förrättningar. Kyrkan lär också att Gud inte tar ifrån människan sin fria vilja. Kyrkan hävdar att detta sker genom dop, tro och genom en andlig pånyttfödelse. Kyrkan betonar vidare att det i slutänden är genom ståndaktighet och lydnad som människan blir frälst.
För sista dagars heliga innebär tro på Kristus och omvändelse att lyssna på Kristi ord och helhjärtat ändra tankar, ord och handlingar så att de är i harmoni med Kristi lärdomar och rena kärlek. Dopet och den andliga pånyttfödelsen innebär ett heligt förbund med Gud att alltid minnas, leva och vara som Kristus är. Kyrkan lär att Gud bekräftar sanningen till varje individ som uppriktigt ber om att få veta, och det gör han genom den Helige Andens kraft. De som tror på och älskar Kristus och alla människor, kommer enligt kyrkan erhålla Kristi hopp och kärlek och bli allt mer lika honom. För de sista dagars heliga så innebär tro på Jesus Kristus att efterleva Hans bud och exempel, att hjälpa sin nästa andligen och timligen. Kyrkans medlemmar förväntas även leva hälsosamt enligt "Visdomsordet" och avstå från alkohol, tobak, kaffe och te. 

### Frälsningsplanen

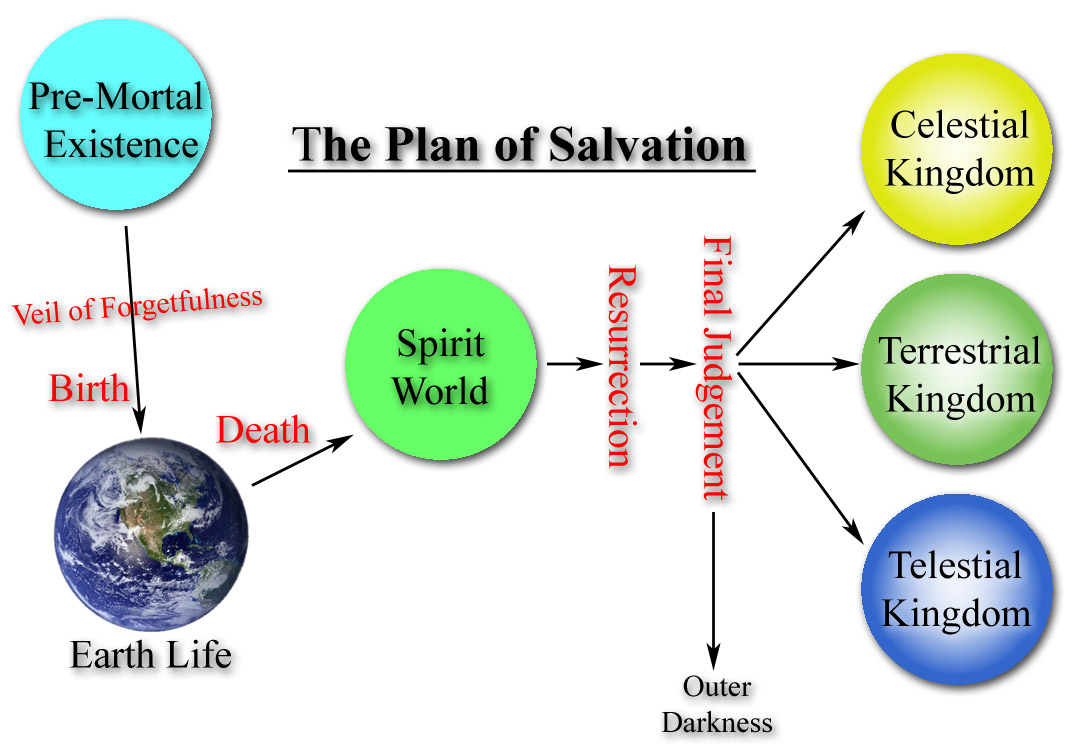
Frälsningsplanen.

Jesu Kristi kyrka lär att människan före detta liv levde andligen som bokstavliga barn till Gud, våra andars Fader. Den lär vidare att Gud ville att hans barn skulle utvecklas och bli mer lika honom och erhålla hans frid och lycka. Enligt kyrkan skapade Gud därför människan i sin egen avbild och placerade henne på jorden så att vi kan utvecklas och genom egen erfarenhet förstå skillnaden mellan gott och ont och genom Kristus vägledning återvända till Gud igen. Genom att leva efter Kristus lärdomar, lär kyrkan att människan finner varaktig frid och lycka i livet och evig glädje efter döden. Enligt kyrkans lära är det endast de som tror på Kristus, omvänder sig, håller Guds bud av hela sitt hjärta och bästa förmåga, och tar emot Guds förrättningar (såsom dop) som renas från sina synder genom Kristi försoning och kommer att få leva i Guds närhet och förstå fullheten av hans glädje.
Kyrkan lär vidare att människans ande fortsätter att leva i en andevärld efter att kroppen dör och att kroppen sedan kommer att uppstå och återförenas med anden på samma sätt som Kristus uppstod efter sin död. De lär att alla sedan kommer att stå inför Gud för att dömas efter sina val med en klar hågkomst av all sin rättfärdighet eller skuld. Kyrkan lär vidare att samma sällskaplighet vi upplever idag kommer att fortsätta i nästa liv, men förknippas med evig härlighet. Kyrkan lär att alla människor kommer till ett tillstånd av härlighet efter domen, men att härligheterna är olika eftersom alla människors gärningar och rättfärdiga önskningar är olika. Enligt kyrkan är evigt äktenskap, utfört i kyrkans tempel, en nödvändighet för att uppnå upphöjelse, att få leva i den högsta graden av det celestiala riket i himlen.
Kyrkan påbjuder släktforskning eftersom det i kyrkans Tempel är möjligt att utföra förrättningar såsom dop och äktenskap ställföreträdande för sina släktingar som nu är döda men som inte kunde ta emot det när de levde. Kyrkan lär att Gud på så sätt kommer ihåg alla sina barn och ger dem alla samma möjlighet. Kyrkan har utfört mikrofilmning av bland annat alla svenska kyrkoböcker. Härmed kan alla släktforska gratis.

### Återställelsen
Jesu Kristi kyrka av Sista Dagars Heliga menar sig tillhöra Jesu Kristi ursprungliga kyrka som han organiserade när han levde på jorden. De menar, att när de tolv apostlarna dog, avföll den ursprungliga kyrkan därmed också myndigheten att förrätta dop och andra nödvändiga handlingar. De tror att Kristus har återställt sin kyrka och att detta inleddes år 1820 av att Gud Fadern och Jesus Kristus besökte Joseph Smith (1805-1844). De tror även att flera olika bibliska profeter och apostlar givit Joseph Smith myndighet att upprätta hans kyrka som idag leds av uppenbarelseprofeter och apostlar. Kyrkan hävdar att den är den enda sanna kyrkan på jorden och den enda kyrkan som bemyndigats av Gud att administrera hans frälsande förrättningar.
Värdiga manliga medlemmar över 12 år har enligt kyrkan möjlighet att erhålla makt och myndighet att handla i Guds namn i vissa förordningar (såsom sakramentet). Denna myndighet kallas för prästadömet och förordningarna som endast kan utövas med denna värdighet anses vara absolut nödvändiga för att män och kvinnor ska kunna erhålla frälsning. Prästadöme tror kyrkan återställdes till Joseph Smith och Oliver Cowdery genom ett himmelsk ordination av Johannes döparen (det aronska prästadömet, vilket "innehar nycklarna till betjäning av änglar, till omvändelsens evangelium och dop genom nedsänkning till syndernas förlåtelse") och därefter apostlarna Petrus, Jakob och Johannes  (det melkisedekska prästadömet, samt "Guds rikes nycklar").
Kyrkan tillät under en betydande period av dess historia inte ordination av främst afroamerikaner. Detta förbud infördes av Brigham Young 1852 (som förklaringar till varför svarta skulle vara underlägsna och inte få ta del av prästadömet har bland annat föreslagits att de var ättlingar till Kain som dödade sin bror Abel (och deras svarta hud således en typ av Kainsmärke), eller att de förbannats med svart hud för att de inte tagit tydlig ställning i kriget mot Lucifer i himlen i den förjordiska tillvaron). 1978 deklarerade kyrkan att en uppenbarelse erhållits om alla mäns lika rätt att ordineras. Kyrkan uttrycker idag ett starkt stöd för alla människors lika rättigheter. Kvinnor tjänar inte inom prästadömet, men ges även möjlighet att leda och verka i kyrkan genom flera kvinnoorganisationer. En av dessa kallas för hjälpföreningen.
För Sista Dagars Heliga har familjen och äktenskapet en central roll. Sista Dagars Heliga tror att äktenskapet är instiftat av Gud och att familjerelationer kan fortsätta även efter döden. Kyrkan lär vidare att mannen och kvinnan är skapade i Guds avbild med olika evig identitet och uppgift. Slutligen lär de att alla former av sexuella handlingar utanför äktenskapet och övergrepp inom äktenskapet är förbjudna och att mannen och hustrun har ett högtidligt ansvar att älska och vårda om varandra och sina barn.

## Heliga skrifter

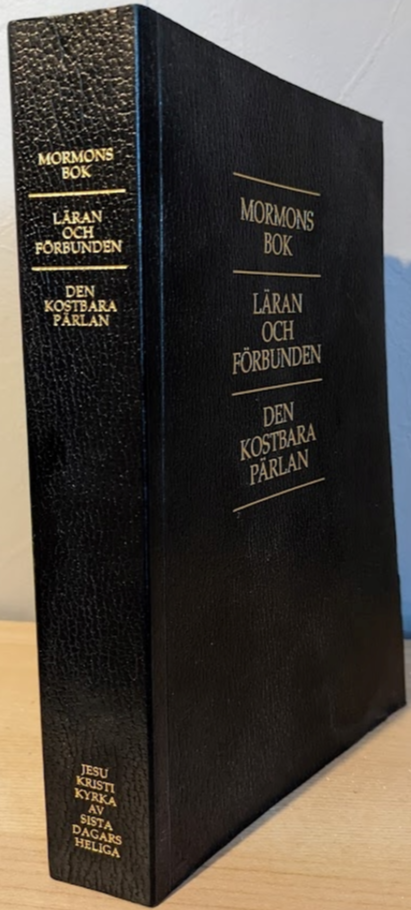
Mormons bok, Läran och Förbunden samt Den kostbara pärlan i en volym.

Jesu Kristi kyrka tror att Mormons bok, Den kostbara Pärlan, Bibeln (i Joseph Smiths översättning) samt Läran och Förbunden är att betrakta som uppenbarelser och Guds ord.

### Äkthet och historicitet
Enligt kyrkans trosuppfattning erhöll Joseph Smith guldplåtar, vilka innehöll det som idag kallas för Mormons bok, under övernaturliga omständigheter av en ängel vid namn Moroni. Joseph Smith blev först befalld att inte visa dessa för någon, men fick sedan uppmaningen att kalla elva vittnen som skulle vittna om dessas äkthet. Alla av dessa vittnen (däribland David Whitmer, Oliver Cowdery och Martin Harris) vidhöll sina historier och Mormons bok äkthet hela livet, dock med vissa reservationer.
Givetvis är det inte möjligt att ge guldplåtarna och Mormons bok vetenskaplig uppbackning i och med deras färgstarka historia. I likhet med vad som är normalt bland nutidens kända religioner hävdar kyrkan att deras heliga skrifter har ett gudomligt ursprung. På Joseph Smiths tid hade hieroglyfer ännu inte dechiffrerats och Sista Dagars Heliga trodde generellt att Smiths med sina seendet stenar verkligen hade översatt också de skrifter som faktiskt finns bevarade till eftervärlden (plåtarna i guld återtogs av ängeln Moroni och finns inte till beskådan inte ens på fotografi eller faksimil) till exempel Abrahams bok (som ingår i Den kostbara pärlan). Då egyptologer lärt sig att översätta hieroglyfer översattes även detta papyr som då visade sig vara en egyptisk dödsskrift. Idag uppmanar därför Jesu Kristi Kyrka Av Sista dagars Heliga var och en att läsa Mormons bok, läsa bibeln och be till Gud för att få deras äkthet bekräftade genom den Heliga Anden istället för att hänvisa till dess historicitet på det sätt som Smith gjorde. Det finns dock en falang inom Jesu Kristi Kyrka Av Sista dagars Heliga som fortsatt söker bevisa och argumentera för att det som beskrivs i Mormons bok och Den kostbara pärlan verkligen ägt rum.

## Uppbyggnad

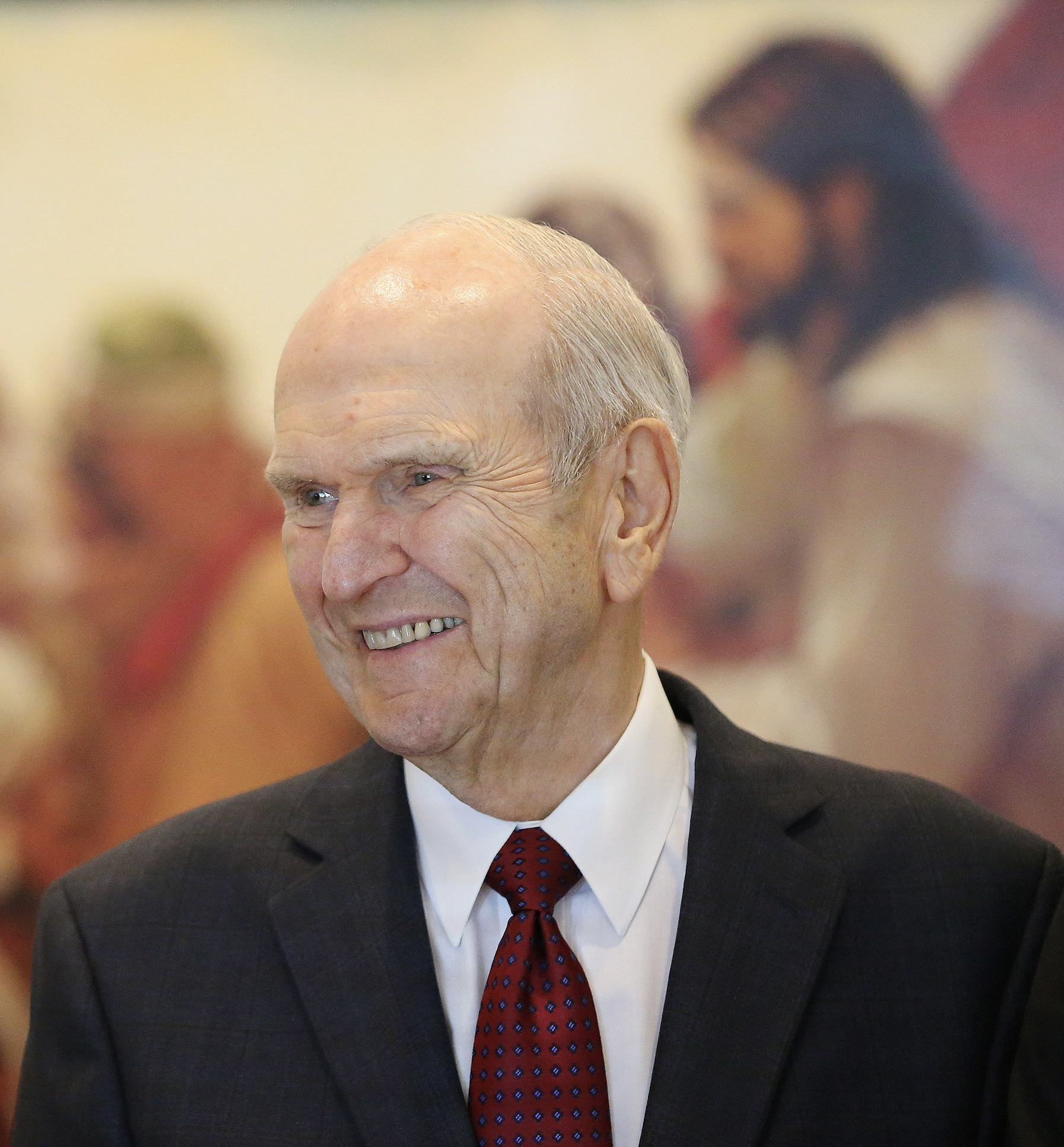
Russell M. Nelson är kyrkans president sedan januari 2018.

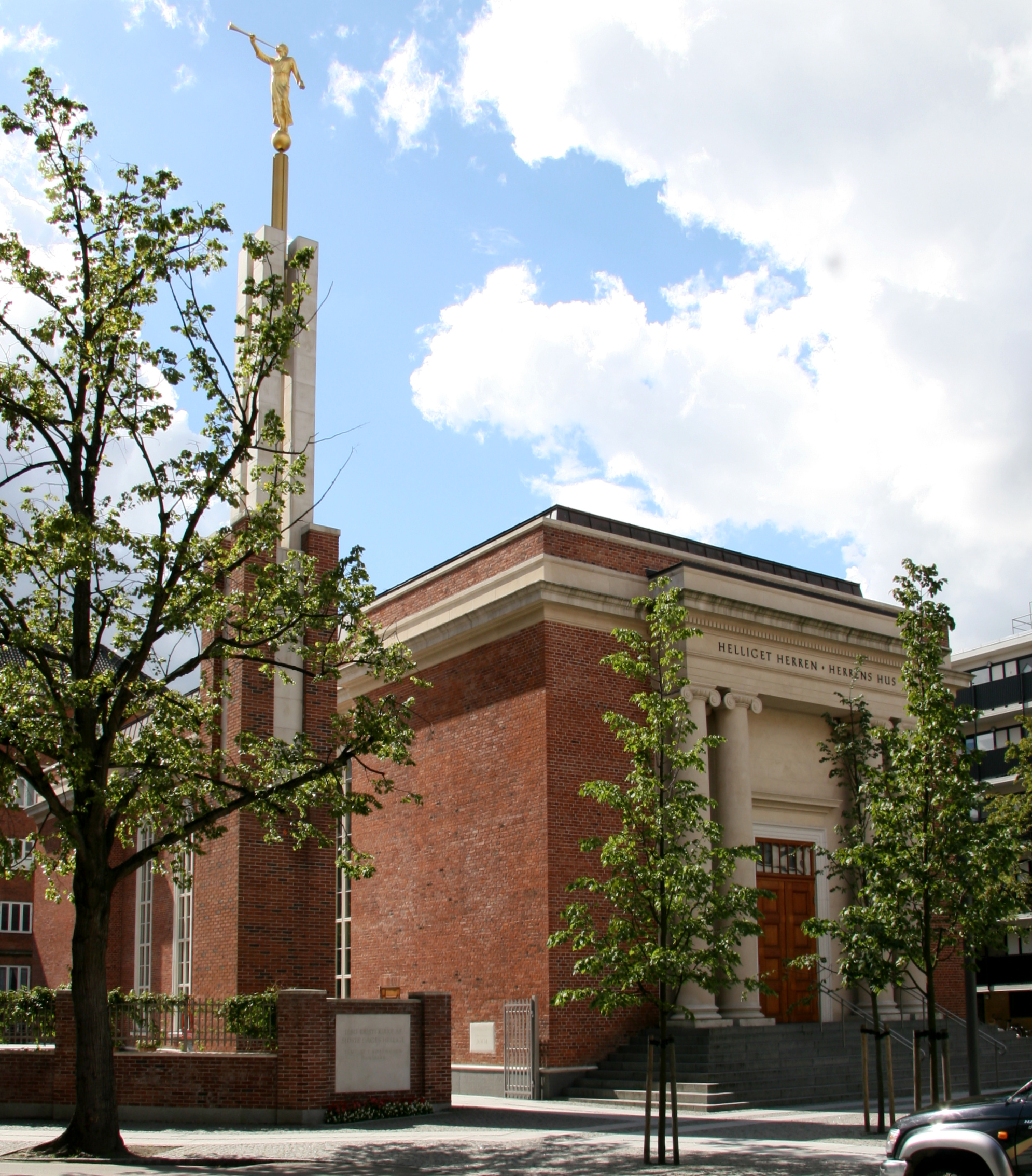
Tempel i Köpenhamn.

Kyrkan leds av femton apostlar som av kyrkan betraktas som profeter, siare och uppenbarare. Enligt kyrkans tro uppenbarar Gud fortfarande i vår tid sin vilja genom dessa nutida profeter. Den av apostlarna som kallas genom bön och uppenbarelse är president för kyrkan och tillsammans med två rådgivare bildar denne kyrkans första presidentskap, som är det högsta styrande rådet i kyrkan. De tolv övriga bildar de tolv apostlarnas kvorum, vilket är det näst högsta styrande rådet. Båda dessa styrande enheter ser tillsammans över hela kyrkan.
Under apostlarnas råd verkar assisterande ledare till apostlarna som kallas sjuttio. De sjuttio är uppdelade 8 kvorum med upp till 70 medlemmar i varje. Kyrkan härleder dessa till sjuttio i Nya Testamentet. En del av dessa verkar administrativt, men de flesta arbetar ute i olika geografiska områden.
Kyrkan har sitt säte i Salt Lake City.
Lokalt är kyrkan uppdelad i församlingar, som leds av var sin biskop. En grupp församlingar utgör i sin tur en stav som leds av en stavspresident. Ordet stav är inte taget från Nya Testamentet, utan kommer från Gamla Testamentets bildspråk med tält som representerar Sion, kyrkan eller de renhjärtade, och som hålls uppe av stödjande stavar. Biskopar och stavspresidenter har kontakt med den stora massan medlemmar i sina respektive områden. De arbetar helt oavlönat och har stort eget inflytande i kyrkan. I Sverige finns fyra stavar: Stockholm, Stockholm Södra, Göteborg och Malmö.
De flesta medlemmar ombeds att verka i olika egenskaper (kallas för ämbeten internt i kyrkan) för att underlätta medlemmarnas behov. Några exempel kan vara administrativa, lärande eller serviceinriktade positioner. Kyrkan tillhandahåller lokalt flera olika stödjande organisationer, såsom Hjälpföreningen, söndagsskolan, Unga män, Unga kvinnor och Primär. Kyrkan driver också en utbildningsverksamhet, välfärdsverksamhet och missionärsprogram. I USA driver kyrkan också ett antal universitet vilka inkluderar Brigham Young University, Brigham Young University-Idaho och Brigham Young University-Hawaii. Alla kyrkans ledare på lokal nivå utför sina uppgifter under några år, varefter dessa roteras.
I Sverige finns 40 församlingar. Förutom kyrkobyggnader eller kapell, bygger samfundet också speciella tempel. Enligt kyrkan har Gud sedan tiden för Gamla testamentet befallt sitt folk att bygga tempel men vid Jesus tid på jorden var det enda existerande templet Herodes tempel som förstördes kort därefter, varefter det inte fanns några tempel i de judeokristna religionerna förrän 1800-talet då Gud, enligt Jesu Kristi Kyrka Av Sista dagars Heligas läror, åter befallde sitt folk att bygga tempel. Vissa av kyrkans ceremonier får bara utföras i templet. Eftersom templet betraktas som en helig plats får endast de medlemmar som gjort sig förtjänta av en tempelrekommendation tillträde till kyrkans tempel. Tempelrekommendationen utfärdas av en biskop efter en intervju, till personer som godtar kyrkans ledarskap och anses leva upp till kyrkans moraliska standard. I templet bär alla vit klädsel, då vitt symboliserar renhet, men också för att andra personliga attribut ska bli underordnade och alla betraktas som lika i Guds ögon.

### Presiderande ämbetsman
Presiderande ämbetsman i en stav i kallas stavspresident. Presidenten biträds av två rådgivare och de tre tillsammans bildar ett stavspresidentskap. De arbetar på ideell basis. En stavspresidents uppdrag varar normalt 8–9 år. De tre medlemmarna i stavspresidentskapet kallas "president + efternamn" i officiella sammanhang. Privat är de normala medlemmar i samhället.

### Tempel i Norden
- Templet i Stockholm invigdes 1985 och betjänar medlemmar i Norden och fram till 2006 även medlemmar i Ryssland och Baltikum.
- Templet i Köpenhamn invigdes 2004 och betjänar Malmö stav, Köpenhamns stav, Århus stav, norra Tyskland och Island. Sedan 2010 hör Göteborgs stav till Templet i Stockholm.
- Templet i Helsingfors invigdes 22 oktober 2006 och betjänar 26 000 medlemmar i Finland, Estland, Lettland, Litauen, Belarus och Ryssland.

## Olika grenar inom mormonism
Efter Joseph Smiths död drabbades kyrkan av en successionskris (se Successionskrisen i Sista dagars heliga-rörelsen) och det rådde delade meningar om vem som var Smiths rättmätiga efterträdare. Brigham Young erkändes av majoriteten men flera mindre grupper formerade egna kyrkor runt sig och sina personer och det går därför att tala om Sista dagars heliga-rörelsen som en samlingsbenämning på de som ansluter sig till Mormons bok och Joseph Smiths skrifter och auktoritet.
Även dessa grenar har splittrats och den största nyformeringen skedde på 1930-talet då en "fundamentalistisk" kyrka bildades.
Illustrationen nedan visar några av de olika grenarna inom mormonrörelsen.

## Källförteckning